# Oberloh (Buchbach)
Oberloh  ist ein Gemeindeteil des Marktes Buchbach im oberbayerischen Landkreis Mühldorf am Inn.

## Geografische Lage
Oberloh liegt auf der Gemarkung Felizenzell im Gemeindegebiet des Marktes Buchbach in der Region Südostoberbayern im Alpenvorland inmitten des tertiären Hügellandes zwischen den Tälern der Vils im Norden und der Isen im Süden. Die Landeshauptstadt München ist rund 63 km entfernt.

## Geschichte

Oberloh 1, Remise

Die Einöde Oberloh lag seit dem bayerischen Gemeindeedikt von 1818 in der Gemeinde Felizenzell und gehörte zur katholischen Pfarrei Buchbach. 1881 gab es dort sieben Einwohner in 5 Gebäuden. Am 1. Januar 1972 wurde sie im Zuge der Gebietsreform in Bayern nach Buchbach eingegliedert. Im Mai 1987 gab es nur noch sechs Einwohner in einem Wohngebäude.